# Muhammad Ibrahim Mustafa
Muhammad Ibrahim Mustafa (ur. 10 kwietnia 1953 w Suezie) – egipski wojskowy i polityk, minister spraw wewnętrznych Egiptu od 2013.

## Życiorys
Zawodowy wojskowy, generał major.
Pracował w egipskim ministerstwie spraw wewnętrznych, był odpowiedzialny za więziennictwo. Kierownictwo resortu spraw wewnętrznych objął w styczniu 2013, w czasie rekonstrukcji gabinetu Hiszama Kandila.
Był krytykowany za swoją postawę w czasie protestów w Egipcie między r. 2012 a 2013, gdy polecił skierować znaczne siły policyjne do obrony siedziby Bractwa Muzułmańskiego w Kairze przed uczestnikami protestów przeciwko prezydentowi kraju Muhammadowi Mursiemu, który sam wywodzi się z tej organizacji. W maju 2013 został skazany w pierwszej instancji na dwa lata pozbawienia wolności za odmowę podporządkowania się wyrokowi sądowemu (wypłata odszkodowania dwóm zwolnionym więźniom politycznym), jednak złożył apelację i sprawę wygrał.
Jako jeden z nielicznych ministrów nie został usunięty z rządu po zamachu stanu z lipca 2013, po którym Muhammad Mursi został odsunięty od władzy.
W końcu lipca 2013 stwierdził, że obozy zwolenników Mursiego w Kairze, zorganizowane w ramach protestów zwolenników odsuniętego prezydenta, muszą zostać zlikwidowane, bez stosowania przemocy. Zaprzeczał również, by w czasie tłumienia manifestacji Bractwa Muzułmańskiego siły porządkowe używały ostrej amunicji.
5 września 2013 przeżył próbę zamachu. Do jego zorganizowania nie przyznała się żadna działająca w Egipcie grupa, a Bractwo Muzułmańskie potępiło akt przemocy. Zaatakowany został konwój, który przewoził ministra z jego domu w Nasr City w Kairze do pracy. Rannych zostało 10 policjantów i 11 cywilów.